# Schizocerella pilicornis
Schizocerella pilicornis – gatunek błonkówki  z rodziny obnażaczowatych i podrodziny Sterictiphorinae.

## Zasięg występowania
Ameryka Północna i Południowa, występuje na obszarze od płd. Kanady po Argentynę.

## Budowa ciała
Imago osiąga 5-6 mm długości. Śródplecze przeważnie jest czarne.

## Biologia i ekologia
Gąsienice minują liście portulaki pospolitej.